# Brič (Buje)
Brič (olaszul:  Briz) falu Horvátországban, Isztria megyében. Közigazgatásilag Bujéhoz tartozik.

## Fekvése
Az Isztria északnyugati részén, Umagtól 20 km-re keletre, községközpontjától 12 km-re északkeletre, a Bujština területén a Dragonja völgye felett, a szlovén határ mellett fekszik.

## Története
1857-ben 142, 1910-ben 113 lakosa volt. Az első világháború után a rapallói szerződés értelmében Isztria az Olasz Királysághoz került. 1943-ban az olasz kapitulációt követően német megszállás alá került, mely 1945-ig tartott. A második világháború után a párizsi békeszerződés értelmében Jugoszlávia része lett, de 1954-ig különleges igazgatási területként átmenetileg a Trieszti B zónához tartozott és csak ezután lépett érvénybe a jugoszláv polgári közigazgatás. A település Jugoszlávia felbomlása után 1991-ben a független Horvátország része lett. 1993-ban újraalakították a történelmi Buje községet, melynek része lett. 2011-ben 10 lakosa volt. Lakói mezőgazdasággal és állattartással foglalkoznak.

## Nevezetességei
Szent Mária Magdolna tiszteletére szentelt kis temploma egyszerű egyhajós, négyszög alaprajzú épület. Homlokzata felett nyitott kétnyílású harangtorony áll két haranggal.

## Lakosság
| Lakosság változása | Lakosság változása | Lakosság változása | Lakosság változása | Lakosság változása | Lakosság változása | Lakosság változása | Lakosság változása | Lakosság változása | Lakosság változása | Lakosság változása | Lakosság változása | Lakosság változása | Lakosság változása | Lakosság változása | Lakosság változása |
| ------------------ | ------------------ | ------------------ | ------------------ | ------------------ | ------------------ | ------------------ | ------------------ | ------------------ | ------------------ | ------------------ | ------------------ | ------------------ | ------------------ | ------------------ | ------------------ |
| 1857               | 1869               | 1880               | 1890               | 1900               | 1910               | 1921               | 1931               | 1948               | 1953               | 1961               | 1971               | 1981               | 1991               | 2001               | 2011               |
| 142                | 150                | 134                | 126                | 129                | 113                | 0                  | 0                  | 117                | 78                 | 62                 | 33                 | 23                 | 18                 | 16                 | 10                 |